# Klaus Zimmermann (Politiker)
Klaus Zimmermann (* 2. Februar 1963 in Bernburg) ist ein deutscher Politiker (CDU). Er ist seit 2021 Staatssekretär im Ministerium für Inneres und Sport des Landes Sachsen-Anhalt.

## Leben

### Ausbildung und Laufbahn
Zimmermann schloss 1981 das Abitur an der Erweiterten Oberschule in Bernburg ab und leistete anschließend von 1981 bis 1984 Wehrdienst. Danach studierte er von 1984 bis 1989 Maschinenbau an der Technischen Universität Otto von Guericke in Magdeburg und schloss das Studium als Diplom-Ingenieurökonom ab.
Nach seinem Studium arbeitete Klaus Zimmermann von 1989 bis 1997 in verschiedenen Bereichen der freien Wirtschaft. Er trat im November 1998 als Abteilungsleiter und stellvertretender Amtsleiter für Haushaltsangelegenheiten und Finanzplanung in den Dienst der sachsen-anhaltischen Landeshauptstadt Magdeburg. Im Juli 2002 übernahm er dort die Fachbereichsleitung für Kommunales und Gebäudemanagement und im November 2003 die Leitung des Fachbereichs Finanzservice. Anschließend war er von 2007 bis 2014 Beigeordneter des Dezernates für Finanzen und Vermögen und von 2014 bis 2021 Bürgermeister (Stellvertreter des Oberbürgermeisters) und Beigeordneter für Finanzen der Stadt Magdeburg.
Am 1. Oktober 2021 wurde Zimmermann als Nachfolger von Anne Poggemann unter Ministerin Tamara Zieschang (CDU) zum Staatssekretär im Ministerium für Inneres und Sport des Landes Sachsen-Anhalt ernannt.

### Partei und ehrenamtliche Betätigung
Zimmermann ist Mitglied der CDU und Beisitzer im Kreisvorstand der CDU Magdeburg. Er ist auch Mitglied im Landesfachausschuss für Finanzen der CDU Sachsen-Anhalt und im Bundesfachausschuss für Finanzen der Kommunalpolitischen Vereinigung der CDU.
Klaus Zimmermann war von 1993 bis 2001 ehrenamtlicher Richter am Landessozialgericht Sachsen-Anhalt, von 1996 bis 2000 und ab 2008 zudem ehrenamtlicher Richter am Landesarbeitsgericht Sachsen-Anhalt.
Des Weiteren war er von 2001 bis 2008 ehrenamtlicher Bürgermeister von Calvörde.